# Военно-воздушные силы Ирака
Вое́нно-возду́шные си́лы Ирака (араб. القوة الجوية العراقية‎, Al Quwwat al Jawwiya al Iraqiya) — вид вооружённых сил Ирака, предназначенный для проведения воздушных операций. Также осуществляют поддержку Армии и ВМС Ирака.

## История

### 1931—1945
Королевские ВВС Ирака были созданы 22 апреля 1931 года. В самом начале своего существования они базировались на аэродроме Вашаш в пригороде Багдада и состояли из 5 лётчиков и 32 механиков.
В 1941 году ВВС были практически уничтожены в ходе короткой англо-иракской войны.

### 1945—1990
Первый воздушный бой в истории иракских ВВС произошёл в 1963 году во время государственного переворота. 18 ноября в районе Багдада истребителем МиГ-17 путчистов был сбит истребитель Hunter лоялистов.
ВВС Ирака принимали участие в арабо-израильских войнах 1948—1949, 1967 и 1973 годов.
В ходе Шестидневной войны ВВС Ирака одержали, по всей вероятности, свои первые воздушные победы над вражескими самолётами, сбив несколько израильских истребителей (по некоторым данным, две победы принадлежат пилотам ВВС Пакистана, служившим в тот период в Ираке). Израильтяне заявляли, что только в одном воздушном бою 7 июня против иракских ВВС потеряли 5 пилотов. Иракская авиация принимала участие в ответных налётах на Израиль. В ходе авиаудара по аэродрому в Кфар-Сиркин штурмовиками ВВС Ирака было уничтожено 7 израильских самолётов. За всё время боевых действий Ирак потерял 7 боевых самолётов, включая 3 Hunter и 2 транспортных.
Во время Октябрьской войны авиация Ирака действовала на обоих фронтах. Было заявлено об уничтожении 12 израильских самолётов. Собственные потери Ирака в результате воздушных боёв составили лишь 4 самолёта. Общие иракские потери по всем причинам, включая ряд инцидентов «дружественного огня», оказались тяжёлыми — в районе боевых действий было потеряно 26 самолётов, за этот же период ещё 4 самолёта было потеряно вне зоны боевых действий.
В период с 1977 по 1979 год иракские ВВС были переоснащены самой современной советской техникой, включая бомбардировщики Ту-22, вертолёты Ми-24, транспортные самолёты Ил-76. Военно-воздушные силы Ирака подверглись усиленной модернизации. 40 истребителей «Мираж» F-1 были заказаны во Франции, а противотанковый потенциал значительно повысился после приобретения 60 вертолётов «Газель». Осенью 1983 года Ирак приобрёл самолёты французского производства «Супер Этандар».
ВВС Ирака активно применялись для борьбы с курдами в 1960—1990-х годах, а также в ирано-иракской войне 1980—1988 годов, понеся в последней значительные потери. С другой стороны иракская авиация в воздушных боях нанесла большие потери иранской авиации. Известен случай когда ВВС Ирака за один день одержали десятки воздушных побед над транспортными вертолётами. Подтверждённые иракской стороной потери авиации в воздушных боях в ходе войны с Ираном составили 18 самолётов. Западные исследователи перечисляют более значительные потери (например, 7 самолётов в сентябре 1980 года, 11 в октябре, 7 в ноябре, при этом только в 3 случаях из 25 указана какая либо информация о фамилии пилота, либо номере самолёта).
Иракской стороной за всю войну с Ираном была признана потеря лишь 162 боевых самолётов. По оценке ЦРУ, имея перед войной с Ираном более 500 боевых самолётов, к 1987 году ВВС Ирака потеряли 300—325 самолётов. Французский историк Пьер Разу перечисляет по типам 313 потерянных Ираком военных и транспортных самолётов.

### 1991—2003
Значительным испытанием для иракской авиации стала война в Персидском заливе 1991 года. Согласно утверждениям антииракской коалиции 33 иракских ЛА было потеряно в воздушных боях, ещё больше — уничтожены на земле, более 100 перелетели в Иран. По всей вероятности, иракское командование отправило самолёты в Иран в надежде сохранить их от уничтожения и использовать после завершения войны, однако иранская сторона впоследствии отказалась возвращать эти самолёты и включила их в состав собственных военно-воздушных сил. Известно о четырёх подтверждённых воздушных победах иракских ВВС в ходе этой войны. Одна одержана перехватчиком МиГ-25 над американским F/A-18 и три БПЛА были сбиты другими иракскими истребителями.
После войны 1991 года США, Великобритания и Франция ввели «запретные для полётов» иракской авиации зоны над севером и югом страны для охраны курдов и шиитов от воздушных налётов. Истребителями ВВС Ирака в межвоенный период были сбиты два беспилотных самолёта — один израильский и один американский. Также имелись случаи, когда иракские истребители прогоняли боевые самолёты коалиции из так называемой «запретной для иракской авиации зоны». Однако в отражении налётов союзной авиации в декабре 1998 года (операция «Пустынный лис») иракские ВВС не участвовали. Иракская авиация не участвовала и в отражении вторжения международной коалиции в 2003 году. После войны иракские боевые самолёты были найдены спрятанными в укрытиях или закопанными в песок.

### После 2003 года
После свержения режима Саддама Хусейна началось восстановление ВВС Ирака.
В декабре 2004 года был подписан первый контракт на закупку новой техники — польских вертолётов W-3 «Сокол», которые, однако, не были получены из-за срыва срока поставки.
К концу 2005 года в составе ВВС Ирака имелись 38 летательных аппаратов в 5 эскадрильях.
В декабре 2008 года было подписано соглашение о поставке из США в Ирак партии оружия стоимостью 6 млрд долларов, в том числе 26 вертолётов Bell 407, 20 учебно-тренировочных самолётов T-6A Texan и 36 самолётов AT-6B Texan II. Первые три вертолёта Bell 407 были получены в феврале 2009 года.
В ноябре 2009 года в США были заказаны ещё 27 вертолётов.
В августе 2011 года был заключён контракт на поставку из США в Ирак 18 истребителей F-16IQ, в конце 2011 года было заказано ещё 18 истребителей F-16IQ, а также 24 авиадвигателя, ракеты и авиабомбы для них.
В декабре 2013 года был заключён контракт на поставку 24 Т-50IQ на сумму $ 1,1 млрд.
Следующие цифры, согласно данным ВВС Ирака, дают представление об интенсивности применения иракской авиации в боях против ИГ. С 10 июня 2014 по 31 декабря 2017 года штурмовики Су-25 (в 2014—2016 годах Ирак получил из России, Белоруссии и Ирана 22 самолёта Су-25) совершили 3562 боевых вылета, в то время как истребители Lockheed Martin F-16IQ (с 2015 по конец 2017 года американцы передали Ираку 18 самолётов) — только 514 вылетов. 398 вылетов совершили лёгкие боевые самолёты L-159 (в 2015–2017 годах поставлены из Чехии 13 самолётов). Ещё 990 вылетов совершили шесть военно-транспортных самолётов Ан-32Б. Наконец, 3459 вылетов пришлось на долю лёгких разведывательно-ударных самолётов Cessna АС-208B Combat Caravan, при этом они выпустили 2660 ракет Hellfire. С учётом того, что именно на этот период пришлись самые активные боевые действия против ИГ, а до 2014 года иракская авиация находилась в зачаточном состоянии, можно считать эти цифры репрезентативными и для всей кампании.
В ходе гражданской войны 2011—2017 годов ВВС Ирака потеряли некоторое количество авиатехники. В частности потери понесли вертолёты Bell-407 и истребители F-16.

## Техника и вооружение
| Название                   | Изображение     | Производство     | Тип                             | Количество      | Примечания |
| Боевые самолёты            | Боевые самолёты | Боевые самолёты  | Боевые самолёты                 | Боевые самолёты | Боевые самолёты |
| -------------------------- | --------------- | ---------------- | ------------------------------- | --------------- | --- |
| F-16                       |                 | США              | многоцелевой истребитель        | 34              | 26 F-16C и 8 F-16D |
| Су-25 Су-25КМ Су-25УБКМ    |                 | СССР · Россия    | штурмовик учебно-боевой самолёт | около 19        | Из России 28 июня 2014 года поставлено первые 5 Су-25, а до конца лета ожидается поставка ещё 5-10 таких самолётов. 1 июля 2014 года из Ирана поставлено ещё 4 Су-25КМ и 3 Су-25УБКМ1 более 6 Су-25/Су-25K и более одного Су-25УБК. В 2014–2016 гг. Ирак получил из России, Белоруссии и Ирана 22 самолёта Су-25. |
| Aero L-159A                |                 | Чехия            | учебно-боевой самолёт           | 11              | 10 L-159A и 1 L-159T1 |
| Cessna AC-208B             |                 | США              | патрульный самолёт              | 2               | AC-208B Combat Caravan |
| KAI T-50                   |                 | Республика Корея | тренировочный                   | 22              | |
| T-6A                       |                 | США              | учебно-боевой самолёт           | 15              | используются как тренировочные |
| SB7L-360                   |                 | Австралия        | патрульный самолёт              | 2               | |
| Cessna 172                 |                 | США              | штурмовик                       | 8               | |
| CH2000                     |                 | США              | тренировочный                   | 8               | |
| Транспортные               |                 |                  |                                 |                 | |
| Ан-32Б                     |                 | Украина          | транспортный самолёт            | 6               | из них 2 боеспособны |
| Lockheed C-130E            |                 | США              | транспортный самолёт            | 12              | 4 C-130E 8 C-130J-30 |
| Beechcraft King Air 350ER  |                 | США              | самолёт общего назначения       | 8               | используются как транспортные |
| Cessna 208B                |                 | США              | самолёт общего назначения       | 8               | используются как транспортные |
| Cessna 172                 |                 | США              | самолёт общего назначения       | 8               | используется как транспортные |
| CH2000                     |                 | США              | легкий многоцелевой самолёт     | 8               | используются как тренировочные |
| Вертолёты                  |                 |                  |                                 |                 | |
| Ми-28                      |                 | Россия           | ударный вертолёт                | 15              | 11 Ми-28НЭ 4 Ми-28УБ |
| Ми-35М                     |                 | Россия           | ударный вертолёт                | 13              | |
| Ми-17/Ми-171Ш              |                 | Россия           | транспортно-штурмовой вертолёт  | не менее 20     | |
| Bell 206                   |                 | США              | многоцелевой вертолёт           | 10              | Bell 206B3 |
| Bell UH-1 Iroquois         |                 | США              | многоцелевой вертолёт           | 16              | |
| AerospatialeSA.342 Gazelle |                 | Франция          | многоцелевой вертолёт           | около 4         | |

## Командующие
Список неполный.
- Мухаммед Али Джавад (1936)
- Хардан ат-Тикрити (1963)
- Джассем Мохаммед аль-Шахир (1968)
- Мохаммед Джесем аль-Джабури (1978—1983)
- Хамид Шаабан (1985)
- Музахим Хассан аль-Тикрити (1990)
- Хамид Раджа Шалах (с середины 1990-х до 2003)
- Камаль Барзанджи (2006—2008)
- Анвар Хамад Амин (2008—2019)
- Шахаб Джахид Али (2019—н. в.)

## Знаки различия

### Генералы и офицеры
| Категории               | Маршалы     | Генералы    | Генералы          | Генералы      | Генералы          | Старшие офицеры | Старшие офицеры | Старшие офицеры | Младшие офицеры | Младшие офицеры  | Младшие офицеры  |  |
| ----------------------- | ----------- | ----------- | ----------------- | ------------- | ----------------- | --------------- | --------------- | --------------- | --------------- | ---------------- | ---------------- |  |
| Погон                   |             |             |                   |               |                   |                 |                 |                 |                 |                  |                  |  |
| Иракское звание         | Mushir      | Fareeq Awal | Fareeq            | Liwa'a        | Ameed             | Aqeed           | Muqaddam        | Raid            | Naqib           | Molazim Awal     | Molazimt         |  |
| Перевод на русский язык | Фельдмаршал | Генерал     | Генерал-лейтенант | Генерал-майор | Бригадный генерал | Полковник       | Подполковник    | Майор           | Капитан         | Первый лейтенант | Второй Лейтенант |  |

### Рядовые и младший командный состав
| Погон                   |         |                  |        |         |              |
| Иракское звание         | Jundi   | Jundi Awal       | Arif   | Raqib   | Raqib awwal  |
| Перевод на русский язык | Рядовой | Рядовой 1 класса | Капрал | Сержант | Штаб-сержант |